# ژاک گودبو
ژاک گودبو (به فرانسوی: Jacques Godbout) رمان‌نویس،شاعر،دراماتورژ و نویسنده قرن بیستم میلادی اهل فرانسه است.